# ASCII изкуство
ASCII изкуство (на английски: ASCII art) е вид техника за графичен дизайн, при което чрез комбинация от различни компютърни символи могат да се пресъздадат картини или изображения. При сътворяването на едно такова произведение се използват 95 (от общо 128) символа от ASCII таблицата. Причината за възникването на това изкуство е, че преди навлизането на матричните принтери печатащите устройства са печатали само букви, цифри и препинателни знаци и за да се отпечата графично изображение се налага да се използват символи. ASCII изкуството се е използвало в първоначалните имейли за вграждане на изображения.

## История
Първото поколение компютри имат интерфейс с команден ред и е било невъзможно да се създават графични изображения. Затова програмистите решават да измислят начин за показване на графики чрез използването на текстови символи. През 60-те години на XX век писането на програма, която да „рисува“ изображение с текстови символи, се превръща в забавление за програмистите. Освен за разнообразяване на комуникацията, ASCII изкуството се появява и в различни „ъндърграунд“ арт групи. В средата на 80-те години ASCII изкуството се развива на системите Amiga и Commodore 64.
През 90-те години шрифтовете с променлива ширина придобиват голяма популярност, което води до изчезването на ASCII изкуството. Въпреки това, то продължава да съществува чрез онлайн текстови видео игри, имейли и други форми на онлайн комуникация.

## Приложения
ASCII изкуството се използва навсякъде, където текстът може да бъде по-лесно отпечатан или предаван от графики, или в някои случаи, когато предаването на снимки не е възможно. Това включва пишещи машини, телеметрични принтери, неграфични компютърни терминали, ранни компютърни мрежи, имейли и интернет дискусионни групи (Usenet). ASCII изкуството се използва и в изходния код на компютърните програми за представяне на диаграми, фирмени или продуктови лога.

## Методи за създаване на ASCII изкуство
За да се създаде едно изображение е нужен обикновен текстов редактор, но някои предпочитат да използват специализирани програми като JavE, които симулират функциите и инструментите в редакторите на растерни изображения. Популярни редактори като TheDraw и ACiDDraw разполагат с множество клавишни комбинации, за да направят въвеждането на тези символи по-лесно за художника, който бързо може да превключва между отделните групи символи. PabloDraw е един от малкото специализирани ASCII/ANSI редактори, които са разработени за Windows XP.

## ASCII анимация
Анимираното ASCII изкуство води началото си през 1970 г. от така наречените VT100 анимации, създадени на VT100 терминали. Тези анимации са просто текст с инструкции за движение на курсора, изтриване и заместване на символите с други, за да се получи анимацията. Процесът за създаване на една анимация е дълъг и обикновено се прави от един човек. Най-известната анимация e ASCII версията на Епизод IV от Междузвездни войни.
Съществуват много инструменти и програми, които могат да трансформират растерни изображения в текстови символи. Например, музикалното видео за песента „Black Tambourine“ на американския изпълнител Beck е създадено изцяло с ASCII символи. Мултимедийният плеър VLC може да визуализира всяко видео в ASCII с цвят чрез модула libcaca.